# 楊延昭
楊 延昭（よう えんしょう、958年 - 1014年）は、北宋の武将。父・楊業の死後、楊家軍を率いて遼と戦った。楊業の六男であったため、楊六郎とも呼ばれる。

## 経歴
幼い頃から軍事演習に親しみ、楊業の出征に従軍して経験を積んだ。雍熙3年（968年）の北伐においては楊業から先鋒を任される。自身、流れ矢で肘を貫かれながらも朔州を陥落させ、景州知事に任命される。のち、父の楊業が死ぬと、抗遼の将軍として重責を負い、巡検使、崇儀使など数々の要職に任命される。
咸平2年（999年）に遼が南侵したとき、楊延昭は遂城を守備していた。武器も食料もなく、絶体絶命と思われた。数日、遼は城を包囲したが、楊延昭は井戸から水をくみ、城壁にぶちまけさせた。季節は冬であったため、水は翌日には凍ってしまい、城壁を上がることができなくなった遼兵は撤退した。すると楊延昭は反撃し、さんざんに遼兵を打ち破った。これにより、遂城は畏敬をこめて「鉄遂城」と呼ばれるようになったという。
咸平3年（1000年）、遂城における敗戦を覚えていた遼は、再び楊延昭を亡き者にしようと3千の騎兵で延昭の本体を襲った。しかし、これを見抜いた楊延昭は、巧みに伏兵をつかい再び遼を打ち破った。
咸平5年（1002年）、遼が保州を攻めたが、このときは楊延昭らが布陣する前に攻撃を受け敗北する。これによって解任され、軍法によって裁きを受けることとなったが、平素の功績の大きさから不問に付され、以後の功績によって敗戦の責任を償うことになった。
景徳元年（1004年）、楊延昭は皇帝・真宗により軍を加増され、1万人を率いることになる。さらに、楊延昭の意見を聞かない王超から軍権を奪い、遼兵を打ち破り古城を陥落させた。しかし、この年には澶淵の盟が結ばれたので、一応、遼との戦いは終わりを告げた。
景徳2年（1005年）、高陽関副都部署に任命されたが、武人である楊延昭は行政にうとく、仕事は周正という男に任せた。この男が不正を行ったため追放した。
大中祥符7年（1014年）に病死、享年57。
楊延昭の活躍は『楊家将演義』などの大衆小説でも描かれている。